# Pànic a l'aire
Pànic a l'aire (títol original: Panic ) és una pel·lícula estatunidenca de Henry Bromell, estrenada el 2000. Ha estat doblada al català.

## Argument
Alex és un assassí format pel seu pare. S'acosta a la quarantena i es fa preguntes, la seva situació familiar es torna cada cop més difícil.

## Repartiment
- William H. Macy: Alex
- John Ritter: Dr. Josh Parks
- Neve Campbell: Sarah Cassidy
- Donald Sutherland: Michael
- Tracey Ullman: Martha
- Barbara Bany: Deidre
- David Dorfman: Sammy
- Tina Lifford: Dra. Leavitt
- Bix Barnaba: Louie
- Nicholle Tom: Tracy
- Thomas Curtis: Alex a l'edat de 7 anys
- Andrea Taylor: Candice
- Steve Moreno: Sean
- Erica Ortega: Rachel
- Greg Pitts: Alex a l'edat de 20 anys
- Stewart J. Zully: Eddie
- Miguel Sandoval: Detectiu Larson
- Nick Cassavetes: Barry

## Rebuda
- La pel·lícula va rebre bones crítiques, amb un índex del 91% a Rotten Tomatoes, basat en 56 ressentes, amb un consens que declara "Aquesta estrafolaria pel·lícula sobre un gàngster és fresca i ben treballada."[3] Roger Ebert va donar a la pel·lícula quatre estrelles.[4] Leonard Maltin va donar la pel·lícula dos estrelles i mitja però va elogiar el repartiment, definint-lo com a "excel·lent." Molts crítics van destacar les actuacions de John Ritter, William H. Macy, i Donald Sutherland,[5]